# Jacques Grimonpon
Jacques Grimonpon est un footballeur français né le 30 juillet 1925 à Tourcoing (Nord) , et mort le 23 janvier 2013 à Lège-Cap-Ferret (Gironde). Il fut sélectionné avec l'équipe de France pour disputer la Coupe du monde 1954 mais ne jouera aucun match. 

## Biographie
Champion de France avec Lille à vingt-et-un ans, cet arrière gauche fait carrière à Lyon, au Havre et à Bordeaux.
Ses qualités de joueur le font sélectionné pour la Coupe du monde en 1954.

## Palmarès
- Présélectionné pour la Coupe du monde 1954
- Champion de France en 1946 avec le Lille OSC
- Champion de France de D2 en 1951 avec l'Olympique lyonnais
- Finaliste de la Coupe de France en 1955 avec les Girondins de Bordeaux